# Marcello Torre
Marcello Torre (Pagani, 9 giugno 1932 – Pagani, 11 dicembre 1980) è stato un avvocato e politico italiano, ucciso dalla Camorra per ordine di Raffaele Cutolo.

## Biografia
Nato a Pagani (SA), diviene membro attivo della FUCI e di Azione Cattolica, della quale è poi dirigente.
Aderisce alle posizioni della Democrazia Cristiana e diventa delegato provinciale dei gruppi giovanili DC per la provincia di Salerno e in seguito consigliere nazionale. Come esponente democristiano promuove un convegno sulle contraddizioni della riforma agraria in seguito alla quale i contadini avevano ottenuto la terra ma non i mezzi per avviare le attività.
Negli anni '50 e '60 si occupa di cronaca sportiva, scrivendo articoli su "Lo sportivo"; in seguito, diviene dirigente e poi presidente della Paganese Calcio 1926.  Torna alla politica, venendo eletto, con una lista civica, al comune di Pagani:  il 7 agosto 1980 è sindaco della sua città natale. Il 23 novembre dello stesso anno il paese è colpito dal terremoto in Irpinia e Torre si oppone apertamente alle infiltrazioni camorristiche nelle procedure di assegnazione degli appalti. 
Viene assassinato l'11 dicembre 1980 da 2 sicari che lo attendono fuori casa a Via Perone a Pagani, circondano l'auto guidata da un conoscente e sparano decine di pallottole di lupara.

## Le condanne per l'omicidio
Per l'omicidio la Corte di Assise di Appello di Salerno condanna all'ergastolo Raffaele Cutolo il 10 dicembre 2001, sentenza confermata dalla Corte di cassazione il 4 giugno 2002. Cutolo è indicato come mandante del delitto mentre Francesco Petrosino è ritenuto l'esecutore materiale. Rosetta Cutolo è invece stata assolta perché ritenuta dai giudici estranea ai fatti.

## Riconoscimenti

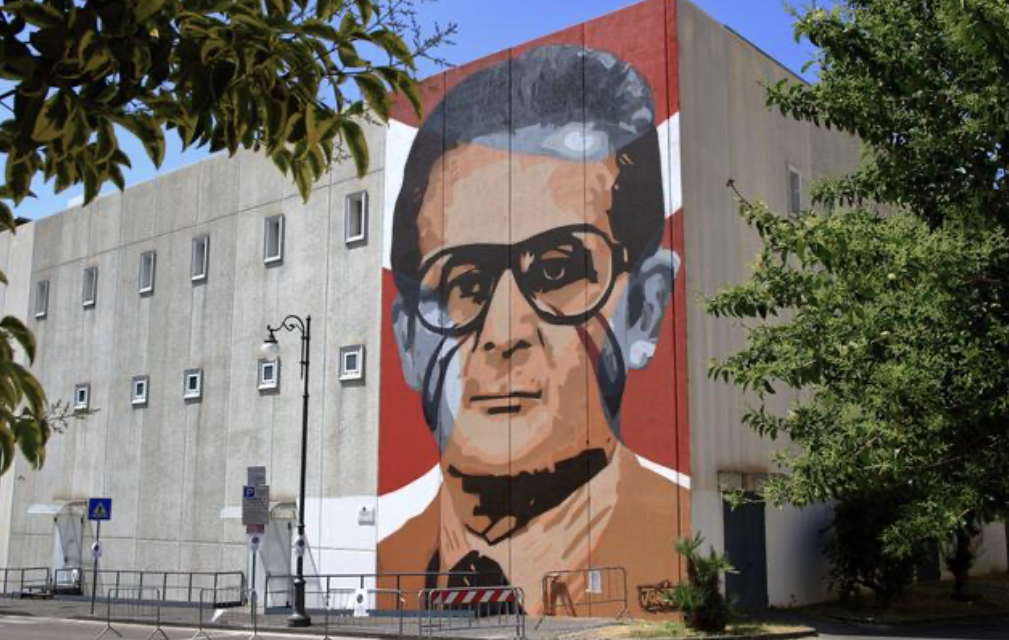
Murales di Marcello Torre

- L'11 dicembre del 2007 è stata consegnata alla famiglia la medaglia d'oro al valore civile conferita a Marcello Torre dal Presidente della Repubblica, Giorgio Napolitano.[5][6][7]

- A Torre è dedicato lo stadio comunale di Pagani dove gioca la Paganese Calcio di cui è stato dirigente.

- In sua memoria, è stato istituito, grazie alla famiglia, il Premio Marcello Torre,[2][8]  assegnato a chi si distingue nell'impegno civile e nell'opera di denuncia della criminalità. La manifestazione si svolge ogni anno l'11 dicembre, giorno della sua morte, ed è giunta nel 2019 alla sua XXXIX edizione. Dal 2005 insieme al premio si svolge il Concorso scolastico Marcello Torre, rivolto agli studenti delle scuole primarie e secondarie di primo e secondo grado.

- La figlia, Annamaria Torre, è vicepresidente del coordinamento campano Familiari vittime innocenti di criminalità.[9]

- Marcello Torre è ricordato ogni anno il 21 marzo nella Giornata della Memoria e dell'Impegno di Libera, la rete di associazioni contro le mafie, che in questa data legge il lungo elenco dei nomi delle vittime di mafia.[10][11]

- Il 12 dicembre 2019 gli è stata dedicata una piazza al Centro Direzionale di Napoli, davanti al Palazzo di Giustizia. [12]

- Il 30 maggio 2021 è presentato a Pagani un murales raffigurante il volto di Torre a opera di Jorit.[13]

- A Colle Val D'Elsa, sul percorso ciclo-pedonale verso Poggibonsi, è stato eretto un cippo alla sua memoria, vicino alla chiesetta della Madonna del Carmine di Vallibona.